# Neriene litigiosa
Neriene litigiosa là một loài nhện trong họ Linyphiidae.
Loài này thuộc chi Neriene. Neriene litigiosa được Eugen von Keyserling miêu tả năm 1886.